# قوة الشرطة النيجيرية
قوة الشرطة النيجيرية هي الهئية الرئيسية لإنفاذ القانون والوكالة الأمنية الرائدة في نيجيريا. تم تعيينها بموجب دستور عام 1999 على أنها الشرطة الوطنية لنيجيريا ذات الولاية القضائية الحصرية في جميع أنحاء البلاد.  اعتبارًا من عام 2016، يبلغ رجالها حوالي 371,800 فرد.  وتوجد حاليًا خطط لزيادة القوة إلى 650,000، بزيادة 280,000 مجند جديد إلى العدد الحالي. قوة الشرطة النيجيرية هي منظمة كبيرة جدًا تتكون من 36 قيادة حكومية ومنطقة العاصمة الاتحادية مصنفة في 17 منطقة وثمانية أجهزة إدارية.  ويرأس الوكالة حاليا المفتش العام كايود إيجبيتوكون. وفي عام 2020، خضعت القوة لإصلاحات كبيرة. 

## تاريخ قوة الشرطة النيجيرية
في عام 1879، تم تشكيل قوة شبه عسكرية مسلحة هاوساوية مكونة من 1200 فرد.  وأنشئ عام 1896 شرطة لاغوس. وقد تم تشكيل شرطة ساحل النيجر في كالابار سنة 1894 في محمية ساحل النيجر المعلنة حديثًا. في شمال البلاد، أنشأت شركة النيجر الملكية شرطة النيجر الملكية في عام 1888 واتخذت من لوكوجا مقراً رئيسيا. 
حينما تم إعلان المحميات في شمال وجنوب نيجيريا في أوائل القرن العشرين، أصبحت شرطة شمال نيجيريا جزءً من شرطة شركة النيجر الملكية، كما أصبح شرطة ساحل النيجر جزءً من شرطة جنوب نيجيريا.   خلال فترة الاستعمار، كانت معظم الشرطة مرتبطة بالحكومات المحلية.  وفي ستينيات القرن العشرين، تم تصنيفها هذه القوة أولاً إلى حسب المناطق إقليمية، ومن ثم اعتمادها على مستوى الوطن. قامت قوة الشرطة النيجيرية بمهام الشرطة التقليدية وكانت مسؤولة عن الأمن الداخلي بشكل عام؛ لدعم خدمات السجون والهجرة والجمارك؛ ولأداء الواجبات العسكرية داخل نيجيريا أو خارجها حسب التوجيهات.  تم الإعلان عن خطط في منتصف عام 1980 لتوسيع القوة إلى 200,000.

## سلطة
تم تعيين الشرطة النيجيرية بموجب دستور عام 1999 باعتبارها الشرطة الوطنية لنيجيريا ذات الولاية القضائية الحصرية في جميع أنحاء البلاد.  إلا أن هناك أحكام دستورية أيضًا لإنشاء قوة الشرطة النيجيرية "تشكل جزءً من القوات المسلحة للاتحاد أو لحمايتها للموانئ والممرات المائية والسكك الحديدية والمطارات". أفادت مصادر مختلفة أن أحد هذه الفروع، شرطة أمن الموانئ، كان عدد أفرادها في عام 1990 يتراوح بين 1500 و12000 فرد.

## منظمة
تحتفظ قوة الشرطة النيجيرية بهيكل إداري من ثلاثة مستويات، هي الأقسام، المناطق، والولايات.
| تجنيد الشرطة                    | ₦9,019.42  | ₦108,233    | قسم الشؤون المالية والإدارية | والتمويل والإدارة                       | الإدارة العامة والمالية                   |
| شرطي الشرطة المستوى 03          | ₦43,293.83 | ₦519,525.60 | قسم العمليات                 | عمليات                                  | منع الجريمة، النظام العام، السلامة العامة |
| شرطي الشرطة الدرجة 10           | ₦51,113.59 | ₦613,363.08 | قسم اللوجستيات والإمدادات    | اللوجستية والإمداد                      | الأشغال وإدارة عقارات الشرطة              |
| عريف شرطة في الصف 04 (1)        | ₦44,715.53 | ₦536,586.36 | إدارة البحث الجنائي          | إدارة التحقيقات الجنائية للقوة (FORCID) | تحقيق                                     |
| عريف شرطة في الصف 04 (10)       | ₦51,113.59 | ₦613,363.08 | قسم التدريب والتطوير         | تمرين                                   | الموارد البشرية                           |
| رقيب شرطة على مستوى الصف 05 (1) | ₦48,540.88 | ₦582,490.56 | قسم البحوث والتخطيط          | التخطيط والبحث والتطوير                 | الإحصائيات والبيانات                      |
| رقيب شرطة في الصف 05 (10)       | ₦55,973.84 | ₦671,686.08 | قسم تكنولوجيا المعلومات      | تكنولوجيا المعلومات والاتصالات          | إدارة الاتصالات                           |

تقع قوة الشرطة النيجيرية تحت قيادة المفتش العام (IGP)، الذي يعيّنه الرئيس ويكون مسؤولاً عن الحفاظ على القانون والنظام. كان مدعومًا في مقر الشرطة في لاغوس من قبل نائب المفتش العام (DIG)، وفي كل ولاية من قبل مفوضي الشرطة. نص دستور عام 1979 على إنشاء مفوضية خدمة الشرطة التي كانت مسؤولة عن سياسة القوة وتنظيمها وإدارتها وتمويلها (باستثناء المعاشات التقاعدية).

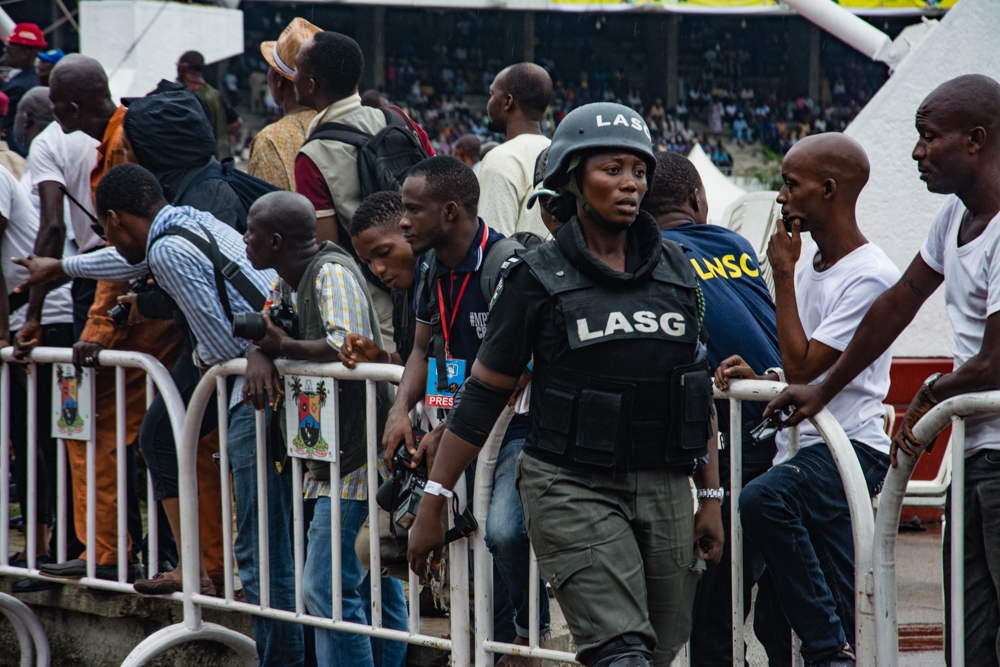
ضابطة شرطة خلال مهرجان إيو

### إدارة المباحث الجنائية بالقوة
إدارة التحقيقات الجنائية التابعة لقوة الشرطة النيجيرية  هي أعلى ذراع تحقيق جنائي في القوة. ويقود القسم نائب المفتش العام. وتشمل وظائفها الأساسية التحقيق والملاحقة القضائية في القضايا الجنائية الخطيرة والمعقدة داخل وخارج البلاد. يقوم القسم أيضًا بتنسيق التحقيقات الجنائية في جميع أنحاء قوة الشرطة النيجيرية. تنقسم إدارة التحقيقات الجنائية إلى أقسام، يرأس معظمها مفوضو الشرطة في الولايات. وهي كالآتي:
- إدارة
- قسم مكافحة الاحتيال
- السجل الجنائي المركزي (CCR)
- الفرقة الخاصة لمكافحة السرقة (سارس). وانتقدت مجموعة الضغط End SARS أنشطتها.
- ضد X-Squad
- التحقيق العام
- وحدة الاحتيال الخاصة (SFU)
- القسم القانوني
- مختبر علوم الطب الشرعي
- اتصال الإنتربول
- القتل
- وحدة مكافحة الإتجار بالبشر
- مكتب استخبارات القوة (FIB)
- ملحق DCI كادونا
- وحدة مكافحة الإرهاب (CTU)

### قوة الشرطة المتنقلة

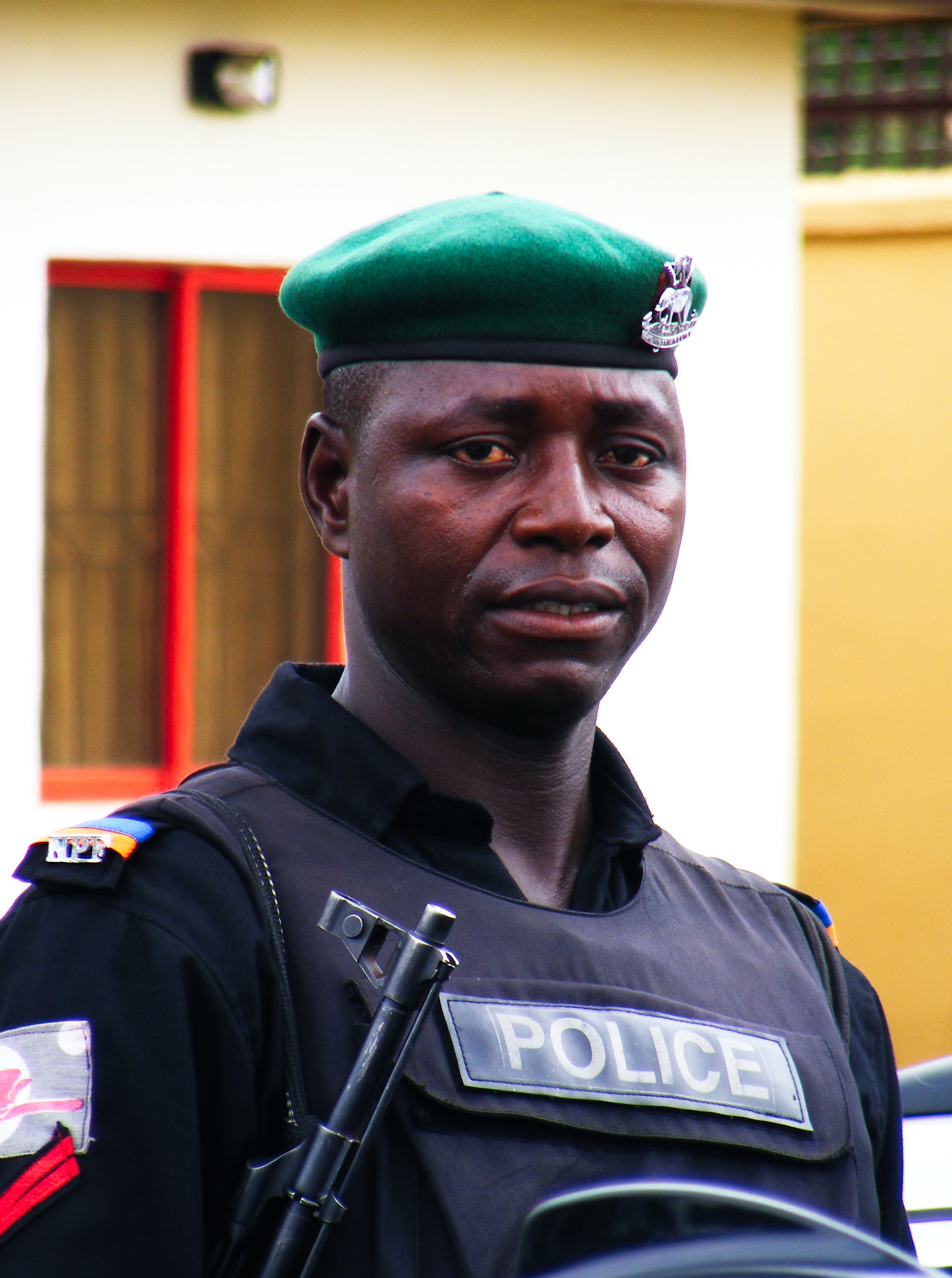
شرطي متنقل

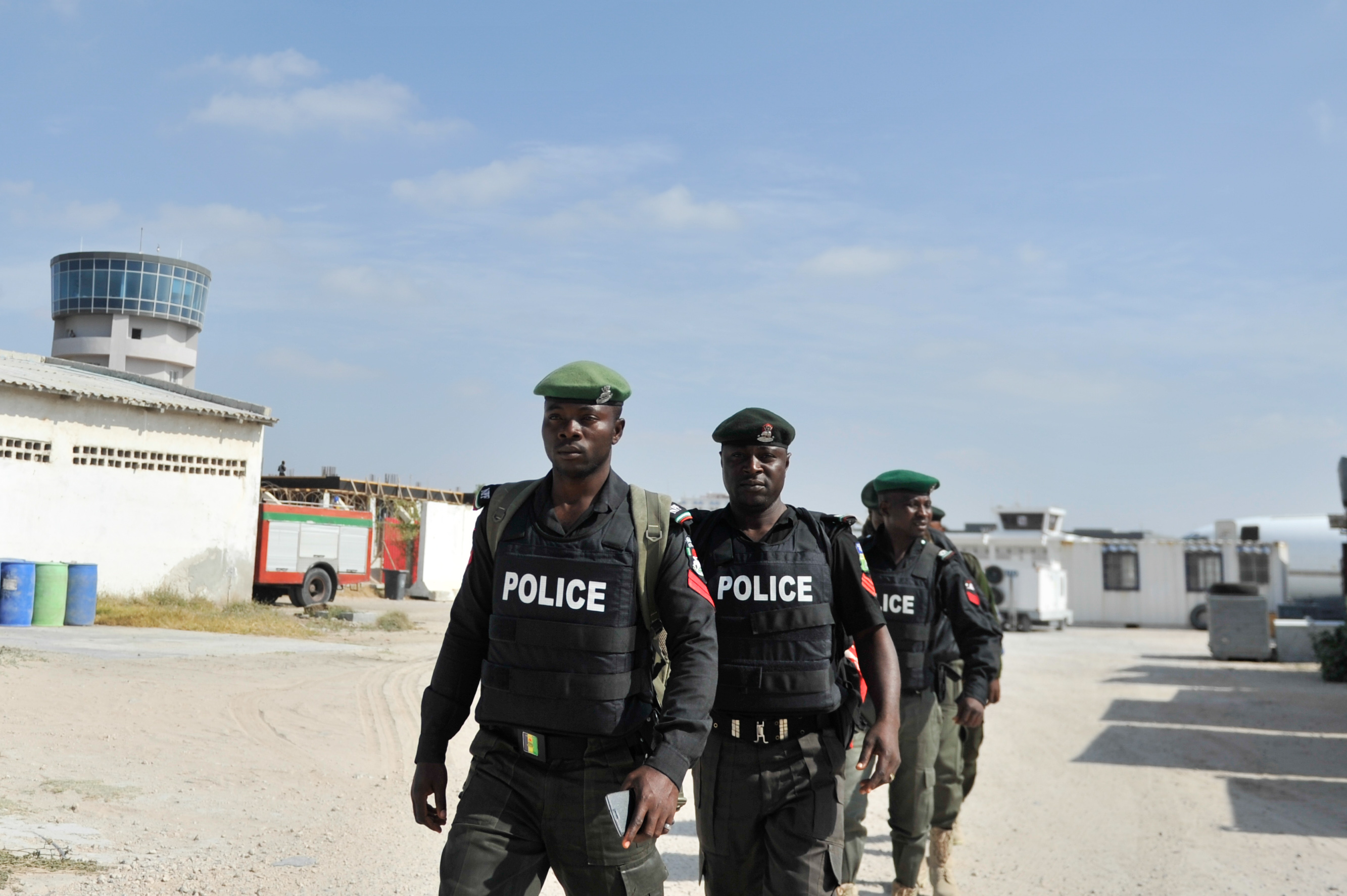
الشرطة المتنقلة النيجيرية

تم إنشاء قوة الشرطة المتنقلة كوحدة الهجوم أو مكافحة الشغب تحت قيادة المفتش العام للشرطة لمواجهة حوادث الاضطرابات المدنية. وهي مخصصة لتولي عمليات الكبرى التي لا تستطيع وحدات الشرطة التقليدية القيام بها.

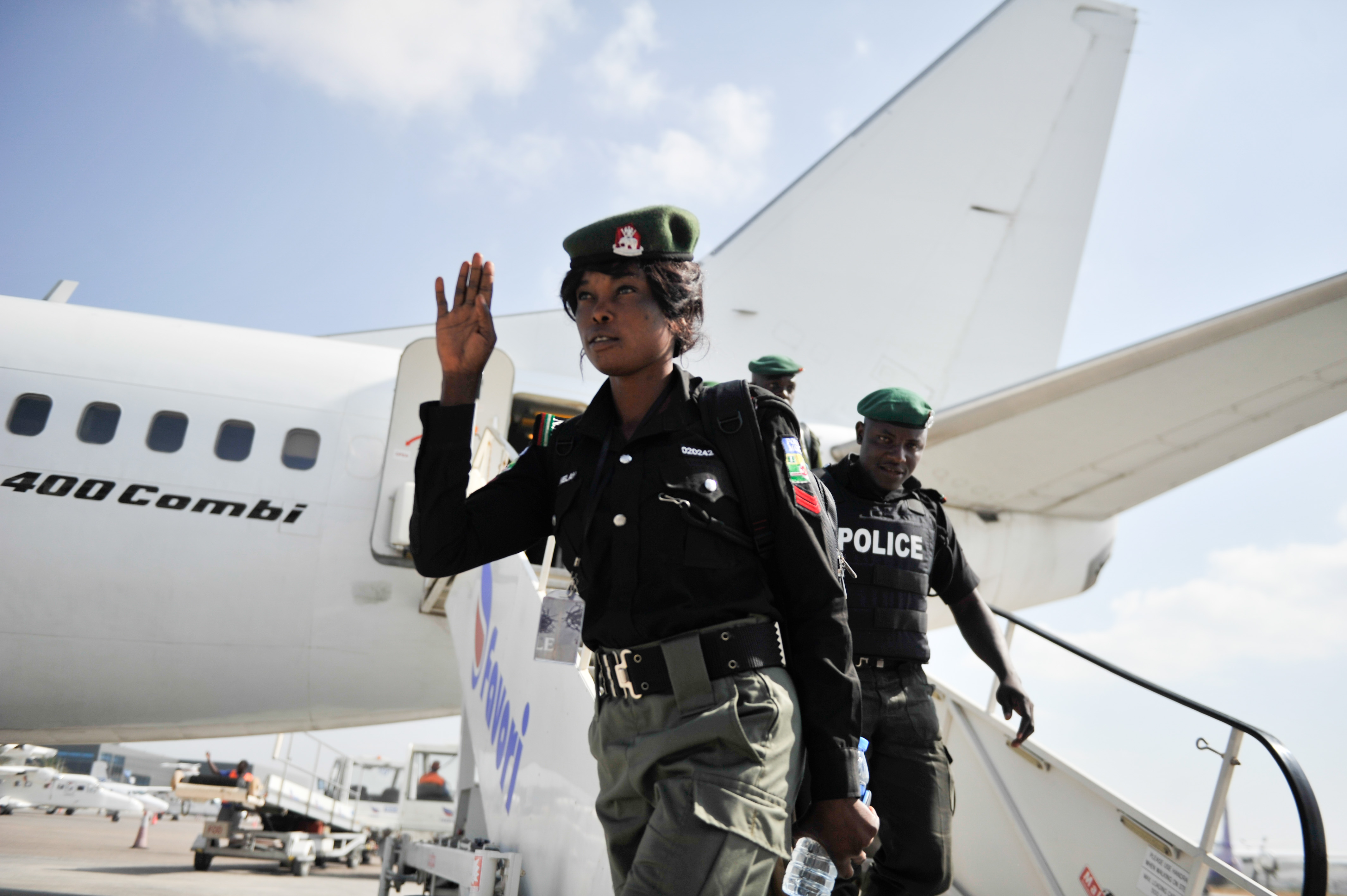
ضابطة في الشرطة النيجيرية

## الرتب في الشرطة النيجيرية (بالترتيب التنازلي)[15]
- المفتش العام
- نائب المفتش العام للشرطة
- مساعد المفتش العام للشرطة
- مفوض الشرطة
- نائب مفوض الشرطة
- مساعد مفوض الشرطة
- مدير عام الشرطة
- ضابط شرطة ذو رتبة عالية
- نائب مدير الشرطة
- مساعد مدير الشرطة
- مساعد المشرف على المراقبة
- مساعد المشرف كاديت
- رئيس المفتشين
- المفتش الرئيسي
- أكد المفتش
- مفتش غير مؤكد
- مفتش كاديت
- رقيب أول
- شاويش
- عريف
- شرطي

## هيكلية الرواتب
بعد زيادة الرواتب سنة 2010، قامت الحكومة الاتحادية بقيادة غودلاك جوناثان برفع الرواتب والبدلات لتشمل الجيش والقوات شبه العسكرية والشرطة ومجتمع المخابرات، الذين لم يكونوا دائمًا مشمولين بمراجعات مماثلة للرواتب في الماضي. أدى تمديد الزيادة الذي شمل موظفن الحكوميين الآخرين بدلاً من موظفي الخدمة المدنية الأساسيين إلى رفع فاتورة الأجور بأكملها إلى 267. 4 مليار نيره في عام 2010 بناءً على هيكل الرواتب هذا. وافقت الحكومة الفيدرالية النيجيرية بقيادة الرئيس محمد بخاري في 26 نوفمبر 2018 على هيكل جديد للرواتب،    ولكن التفاصيل لم يتم نشرها بعد، وبالتالي لم يتم تضمينها أو تحديثها في الجدول أقل.